# 永安路街道 (铜川市)
永安路街道，是中华人民共和国陕西省铜川市耀州区下辖的一个乡镇级行政单位。

## 行政区划
永安路街道下辖以下地区：
邻德社区、解放社区、南泉社区、崇德社区、东站社区、东街村、西街村、南街村和五台村。